# Pedro Hernández (szermierz)
Pedro José Hernández Duquesne (ur. 19 marca 1955) – kubański szermierz, brązowy medalista mistrzostw świata.
Podczas mistrzostw świata w Wiedniu w 1983 roku Kubańczycy w składzie: Ignacio González, Pedro Hernández, Efigenio Favier i Oscar García zdobyli brązowy medal we florecie drużynowym. Był to jedyny medal wywalczony przez Hernándeza w zawodach tego cyklu.
Wystartował na igrzyskach olimpijskich w Montrealu w 1976 roku, gdzie we florecie drużynowym Kubańczycy odpadli w pierwszej rundzie. Na rozgrywanych cztery lata później igrzyskach olimpijskich w Moskwie startował we florecie drużynowym i szpadzie drużynowej, w obu konkurencjach odpadając w pierwszej rundzie.
Na igrzyskach panamerykańskich w San Juan w 1979 roku oraz igrzyskach panamerykańskich w Caracas w 1983 roku wraz z kolegami z reprezentacji zdobywał złote medale we florecie drużynowym.